# Lüsner Tal

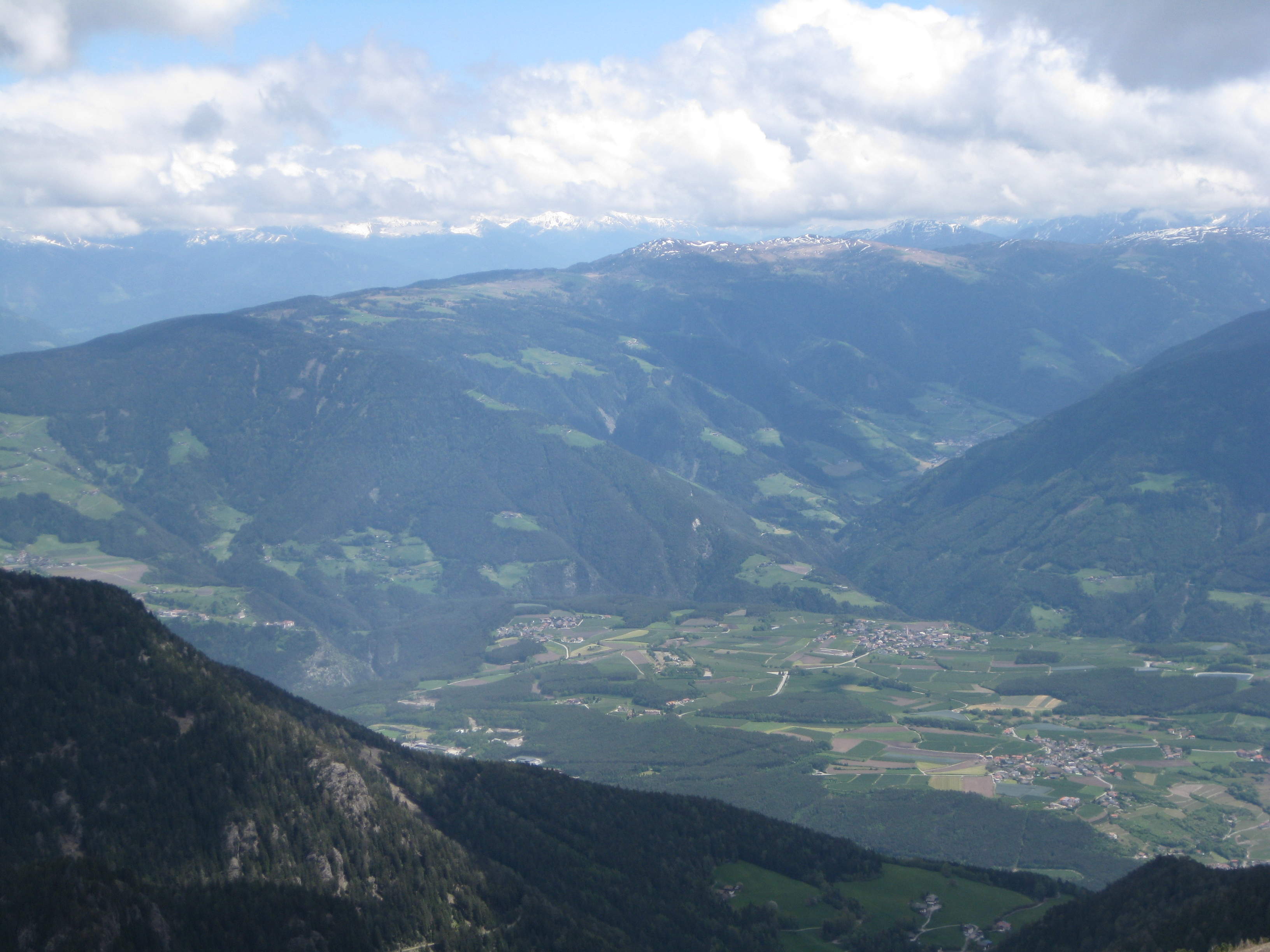
Blick auf den Eingangsbereich des Lüsner Tals

Das Lüsner Tal (italienisch Val di Luson), auch Lüsental oder einfach Lüsen genannt, ist ein Tal in den Südtiroler Dolomiten. Es befindet sich in den nicht aus Dolomitgestein, sondern in erster Linie aus Quarzphyllit aufgebauten Lüsner Bergen. Auf seiner orographisch linken Seite wird es vom Bergstock der Plose begrenzt, auf seiner rechten Seite vom Höhenzug der Rodenecker und Lüsner Alm. Administrativ gehört das Tal mit seinen kleinen Ortschaften beinahe zur Gänze zur Gemeinde Lüsen, lediglich der Talschluss, Gunggan genannt, ist zwischen den Gemeinden St. Martin in Thurn, Brixen und Villnöß aufgeteilt.
Das von der Lasanke entwässerte Tal zweigt im Bereich des Brixner Talkessels vom Eisacktal ab und strebt zunächst ostwärts und später in südliche Richtung, wo es unter der den Gipfeln der Peitlerkofelgruppe am Kofeljoch und Würzjoch endet. Die schmale Talsohle ist mit Aufschüttungsböden bedeckt.
Die sonnenexponierten Hänge sind hauptsächlich mit Waldkiefern bewachsen, tiefere Lagen sind durch Edelkastanien und Manna-Eschen charakterisiert. An Schattenhängen dominieren Tannenwälder. Die Bachläufe weisen vielfach einen Grau-Erlen-Bestand auf. In höheren Lagen bestehen Fichtenwälder, ab etwa 1700 m Höhe wachsen an der Plose und am Würzjoch vorwiegend Zirben und Lärchen.